# Joachim Hedendahl
Rolf Per Joachim Hedendahl, född 9 september 1965 i S:t Nikolai församling, Hallands län, är en svensk motorsportprofil. Han har vunnit endurotävlingen Gotland Grand National sex gånger (1991, 1992, 1994, 1995, 1996 och 1998). Ranneslattsloppet har han vunnit 5 gånger(1992, 1994, 1995, 1996, 1997) Novemberkåsan vann han totalt 3 gånger, 1996, 1997, 2000.
Hedendahl vann även SM senior, över 125cc 1990, 1991, 1992, 1994, 1995, 1997, (tredje plats 1996 och 1998, andra plats 1999)